# Ste-Onenne (Tréhorenteuc)

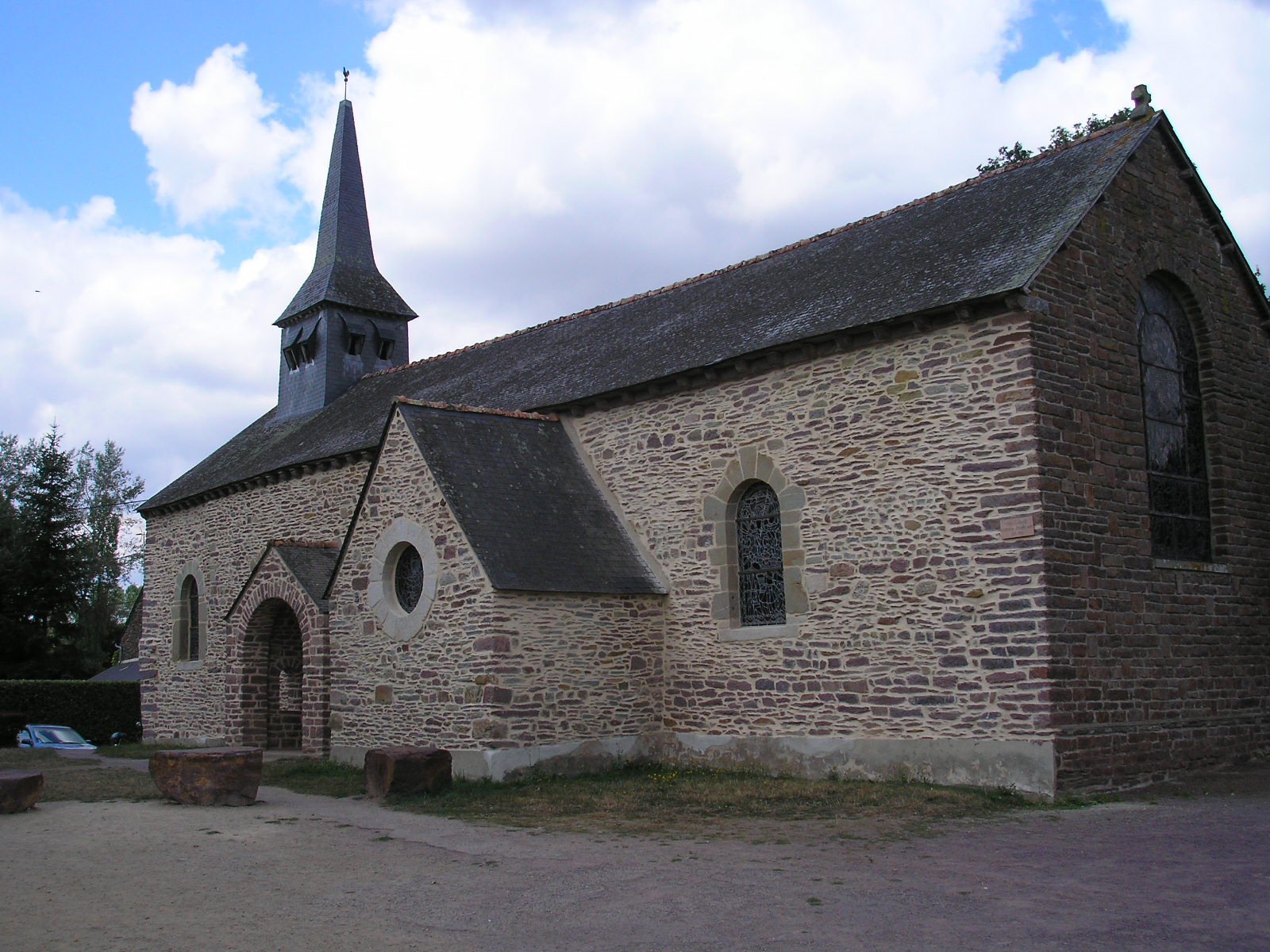
Kirche Ste-Onenne

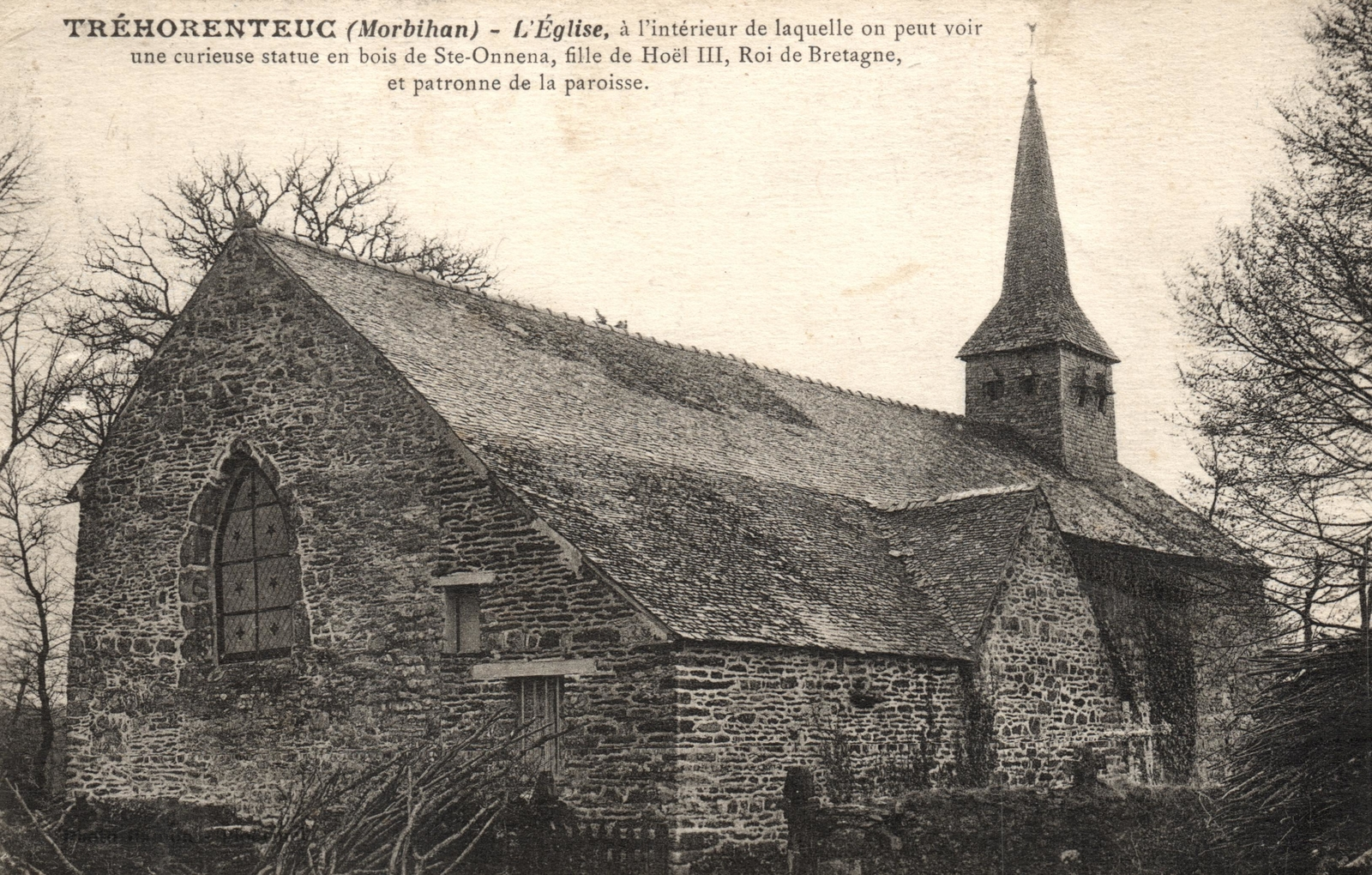
Ansicht vor 1900 vor der Rekonstruktion

Ste-Onenne ist die römisch-katholische Pfarrkirche von Tréhorenteuc (Département Morbihan) in der Bretagne. Die Kirche ist auch wegen ihrer Innenausstattung sowie wegen ihrer Lage an dem sagenhaften Wald der Brocéliande, in dem Teile der Artussage lokalisiert werden, als Kirche des heiligen Grals (französisch L’église du Saint Graal) bekannt.

## Geschichte
Die der bretonischen Lokalheiligen Onenne geweihte Kirche geht im Kern zurück auf einen mittelalterlichen Sakralbau, der zunächst einem kleinen Priorat der Abtei Paimpont diente und später Pfarrkirche wurde. Die ältesten erhaltenen Teile der Kirche stammen vermutlich aus dem 16. und 17. Jahrhundert. Im Zuge der Französischen Revolution wurden Besitztümer der Pfarrei beschlagnahmt und das Pfarrhaus zum Schulhaus umgewandelt. Die Kirchenglocken wurden zum Einschmelzen für die Waffenherstellung konfisziert. 
Ab 1809 wurde der Gottesdienst in Tréhorenteuc verboten und die Pfarrei mit Néant-sur-Yvel zusammengelegt. Nach 1820 waren Gottesdienste wieder gestattet, das Kirchengebäude jedoch mittlerweile in ruinösem Zustand, wurde in der Folge jedoch wieder hergerichtet. Im Jahr 1930 bezeichnete ein Geistlicher ein Betreten der Kirche als lebensgefährlich. Zwischen 1942 und 1962 kam es schließlich zu einer grundlegenden Rekonstruktion des Gebäudes auf Veranlassung des Abbé Gillard, der auch die Innenausstattung mit Bezügen zu Themen der Artussage veranlasste. Heute ist Gillard ein Denkmal vor der Kirche gewidmet.
Das große, nach der Renovierung halbrunde Chorfenster im Osten zeigt eine Darstellung einer Szene um den Heiligen Gral, das Rundfenster in der südlichen Seitenkapelle stellt den heiligen Eutropius dar, der als Gefährte der heiligen Maria Magdalena nach Frankreich gekommen sein soll und so auch Verbindungen zur Gralslegende hat.

## Weitere Informationen
Die Kirche ist Schauplatz der Handlung des Romans Bretonische Geheimnisse – Kommissar Dupins siebter Fall von Jean-Luc Bannalec. In der Verfilmung des Romans im Jahr 2019 für die Folge Bretonische Geheimnisse der Kriminalfilmreihe Kommissar Dupin diente jedoch nicht Ste-Onenne als Drehort, sondern die Kapelle Ste-Véronique in Bannalec weiter westlich im Finistère.